# Anamneze
Anamneze nebo řidčeji anamnéze (starořecky ανάμνησις – anamnésis) je v křesťanské liturgii slavnostní připomínka nějaké události z dějin spásy, zejména ukřižování či zmrtvýchvstání Ježíše Krista, popřípadě též jeho nanebevstoupení, druhý příchod a podobně. Nejčastěji se anamnezí rozumí část eucharistické modlitby, která následuje po slovech ustanovení.
| „                                          | Proto na památku spasitelné smrti tvého Syna i jeho vzkříšení a nanebevstoupení a v očekávání jeho slavného příchodu; přinášíme ti, Bože, toto díkůvzdání, tuto oběť živou a svatou. | “ |
| — anamneze ve třetí eucharistické modlitbě | |   |